# Fischer-Chöre
Die Fischer-Chöre sind eine Gemeinschaft eigenständiger gemischter Chöre aus dem Raum Stuttgart, deren Chorleiter Gotthilf Fischer (1928–2020) war.

## Geschichte
Der damals 18-jährige Gotthilf Fischer übernahm 1946 die Leitung des Gesangvereins Deizisau bei Plochingen in Württemberg. Später folgten weitere Chöre, die dann auch gemeinsam Konzerte gaben.
1969 traten die Chöre in der Fernsehsendung Drei mal Neun bei Wim Thoelke auf und wurden somit einem größeren Publikum bekannt. Im Jahre 1971 erschien die erste Langspielplatte bei Polydor Records, die wie die nachfolgenden von Hans Bertram produziert wurde, dessen Orchester für die musikalische Begleitung sorgte. Es folgten immer wieder auch Gastauftritte im Fernsehen. Ein Markstein der Chorgeschichte war der Auftritt beim Endspiel der Fußball-Weltmeisterschaft 1974 in München. Gemeinsam mit Freddy Quinn sangen die Chöre das Lied Das große Spiel.
Es folgten eine kleine Sendereihe im Fernsehen unter dem Titel Sing mit den Fischer-Chören sowie mehrere Reisen, u. a. nach Rom (1976 und 1985), Jerusalem und in die USA. Anlässlich des Besuchs bei Präsident Jimmy Carter überreichte Gotthilf Fischer seine Komposition Die Friedensmesse, die von den Chören auch auf einer Langspielplatte eingesungen wurde.
1988 sangen die Fischer-Chöre das Lied der ARD-Fernsehlotterie Lasst uns singen. 1989 nahm ein Mädchenchor der Fischer-Chöre mit dem Lied Der Natur auf der Spur beim Grand Prix der Volksmusik teil, erreichte jedoch in der Vorentscheidung nur Platz 6 und konnte sich somit nicht für das Finale qualifizieren. In den 1980er und 1990er Jahren gab es mehrere Aufzeichnungen von Konzerten der Fischer-Chöre, die im ARD-Programm und im Südwest-Fernsehen ausgestrahlt wurden. Ferner waren die Chöre immer wieder bei verschiedenen Fernsehgalas zu Gast.
In den 1990er Jahren erhielt Gotthilf Fischer mit seinen Chören beim SWR eine eigene Fernsehreihe Die Straße der Lieder, bei der die Chöre mit einem alten Omnibus (SETRA-Bus, Baujahr 1959) durch die Lande fuhren und an verschiedenen Orten ihre Lieder darboten. Die Sendung wurde durch viele Stars der Unterhaltungsmusik bereichert. Neben Gotthilf Fischer war die Opernsängerin Eva Lind einige Jahre feste Moderatorin. Die Sendereihe wurde im Frühjahr 2008 eingestellt.
Die Straße der Lieder hatte folgende Ausgaben (jeweils 90 Minuten): „Der Schwarzwald“, „Der Bodensee“, „Die Schwäbische Alb“, „Das Allgäu“, „Der Neckar“, „Pfalz“, „Vom Bodensee nach Basel“, „Von Rothenburg nach Schwäbisch Hall“, „Von der Zugspitze zum Starnberger See“, „Mosel“, „Elsaß“, „Vom Matterhorn ins Tessin“, „Vom Salzburger Land ins Salzkammergut“, „Von Heidelberg durch den Schwarzwald nach Freiburg“, „Tirol“, „Graubünden“, „Berner Oberland“ (Mai 2005), „Winterparadies Vorarlberg“ (Januar 2006), „Von Heidelberg durch den schönen Schwarzwald nach Freiburg“ (Februar 2006), „Von Regensburg in den Bayerischen Wald“ (Mai 2006), „Ostschweiz“ (Juni 2006), „Durch Wien und Niederösterreich“ (Juli 2006), „Von Bingen nach Köln“ (September 2006), „Durch das Tessin und Oberitalien“ (Oktober 2006), „Steiermark“ (November 2006), „Vom Montblanc zum Matterhorn“ (Dezember 2006), „Oberbayern – Vom Chiemsee zum Tegernsee“ (2007), „Kärnten – Vom Großglockner zum Wörthersee“ (2007) und „Von Zürich ins Appenzeller Land“ (2007).

## Repertoire
Die Fischer-Chöre sangen hauptsächlich Volkslieder und volkstümliche Lieder, wie auch das Pommernlied. Doch gehören auch klassische Werke, wie zum Beispiel das Ave verum von Mozart, Chöre von Franz Schubert und Opernchöre verschiedener Komponisten, zum Repertoire.

## Ehrungen
Die Langspielplatten der Fischer-Chöre wurden zweifach vergoldet. Der Chorleiter erhielt ferner u. a. 1974 die Hermann-Löns-Medaille und den Goldenen Globus, 1975 einen Ehrenlöwen von RTL und das goldene Mikrophon.

## Diskografie

### Alben
| Jahr | Titel                              | Höchstplatzierung, Gesamtwochen, AuszeichnungChartsChartplatzierungen (Jahr, Titel, Platzierungen, Wochen, Auszeichnungen, Anmerkungen) | Anmerkungen           |
| Jahr | Titel                              | DE | Anmerkungen           |
| ---- | ---------------------------------- | --- | --------------------- |
| 1972 | Schön ist es auf der Welt zu sein  | DE37 (4 Wo.)DE | mit Roy Black & Anita |
| 1974 | Das große Spiel                    | DE11 (48 Wo.)DE |                       |
| 1977 | Die schönsten Volkslieder          | DE49 (2 Wo.)DE |                       |
| 1977 | Die 20 größten Erfolge             | DE38 Gold · (6 Wo.)DE |                       |
| 1977 | Weihnachten mit den Fischer-Chören | DE— GoldDE |                       |
| 1979 | Opernmelodien, wie wir sie lieben  | DE3 (13 Wo.)DE |                       |

Weitere Alben:
- 1975: Mit Musik geht alles besser
- 1975: Die schönsten Melodien
- 1976: Großer Gott, wir loben Dich
- 1980: Robert Stolz Welterfolge
- 1982: Gotthilf Fischer: Das große Jahreskonzert Fischer Chöre
- 1986: Freu’ dich der Dinge, lebe und singe
- 1987: Musik kennt keine Grenzen
- 1987: Ein Platz an der Sonne – Lasst uns singen
- 1987: Singen ist die Antwort
- 1988: Singen ist die Antwort (Album zur ARD-Sendung Fischer Chöre)
- 1989: Singe wem Gesang gegeben
- 1989: Heimatmelodie
- 1990: Wir wollen Tore sehn – Die schönsten Lieder der Fußballwelt
- 1991: Deutschland, deine Hymnen – Die heimlichen Nationalhymnen der 16 Bundesländer
- 1991: Goldene Herzen
- 1991: Die Goldene Eins
- 1991: Lieder so schön wie Baden-Württemberg – Die schönsten Lieder aus der SAT 1-Sendung Wir in Baden-Württemberg
- 1992: Die goldenen Hits der Volksmusik
- 1991: Deutschland – Deine Lieder
- 1993: In uns’rer Hand liegt uns’re Erde
- 1993: Straße der Lieder
- 1995: Straße der Lieder 1
- 1997: Die Zwei von Deizisau: Walter Weitmann und Gotthilf Fischer
- 1997: Straße der Lieder – Die Pfalz
- 1997: Straße der Lieder – Am Neckar
- 2002: Meisterstücke
- 2002: Die schönsten Melodien aus „Straße der Lieder“
- 2003: Jubiläumsausgabe – 75 Jahre Gotthilf Fischer
- 2004: Das Beste von Gotthilf Fischer und seinen Chören aus „Straße der Lieder“

### Erfolgstitel
- Song of Joy, 1971
- Gemeinsam (Eurovisionsfanfare), 1974
- Amazing Grace, 1974
- Das große Spiel, 1974
- Heimatmelodie, 1975
- Vaterunser, 1976
- Frieden – sei dieser Welt beschieden, 1976
- Großer Gott wir loben dich, 1976